# Grand Prix automobile de Rome 1929
Le Grand Prix automobile de Rome 1929 (Reale Gran Premio di Roma) est un Grand Prix qui s'est tenu à Tre Fontane le 26 mai 1929 et disputé par trois classes: les véhicules de plus de 2 000 cm3, les véhicules de moins de 2 000 cm3 et les véhicules de moins de 1 500 cm3.

## Grille de départ
| 1re ligne | Pos. 2                 | Pos. 1                  |
| --------- | ---------------------- | ----------------------- |
|           | Brilli-Peri Alfa Romeo | Stuck Austro-Daimler    |
| 2e ligne  | Pos. 4                 | Pos. 3                  |
|           | Caflisch Mercedes-Benz | Blancas Bugatti         |
| 3e ligne  | Pos. 6                 | Pos. 5                  |
|           | Bouriano Alfa Romeo    | Momberger Mercedes-Benz |
| 4e ligne  | Pos. 8                 | Pos. 7                  |
|           | Tonini Bugatti         | Lepori Bugatti          |
| 5e ligne  | Pos. 10                | Pos. 9                  |
|           | E. Maserati            | Nuvolari Bugatti        |
| 6e ligne  | Pos. 12                | Pos. 11                 |
|           | Divo Bugatti           | Varzi Alfa Romeo        |
| 7e ligne  | Pos. 14                | Pos. 13                 |
|           | Borzacchini Maserati   | Pintacuda Talbot        |
| 8e ligne  | Pos. 16                | Pos. 15                 |
|           | Fagioli Maserati       | Foresti Bugatti         |
| 9e ligne  | Pos. 18                | Pos. 17                 |
|           | C. Nenzioni Maserati   | Fisauli Maserati        |
| 10e ligne | Pos. 20                | Pos. 19                 |
|           | Arcangeli Talbot       | Sartorio Amilcar        |
| 11e ligne | Pos. 22                | Pos. 21                 |
|           | Anselmi Alfa Romeo     | Biondetti Salmson       |
| 12e ligne | Pos. 32                | Pos. 31                 |
|           |                        | Albini Alfa Romeo       |

## Classement de la course
| Pos  | no | Pilote                        | Écurie                     | Châssis              | Tours | Temps/Abandon                                  | Grille |
| ---- | -- | ----------------------------- | -------------------------- | -------------------- | ----- | ---------------------------------------------- | ------ |
| 1    | 22 | Achille Varzi                 | SA Ital. Ing. Nicola Romeo | Alfa Romeo P2        | 30    | 3 h 3 min 10 s 2 (128,2 km/h)                  | 11     |
| 2    | 4  | Gastone Brilli-Peri           | SA Ital. Ing. Nicola Romeo | Alfa Romeo P2        | 30    | 3 h 3 min 57 s 4 (127,7 km/h) + 47 s 2         | 2      |
| 3    | 24 | Albert Divo                   | Automobiles Ettore Bugatti | Bugatti Type 35C     | 30    | + 10 min 11 s 0                                | 12     |
| 4    | 48 | Luigi Arcangeli               | Scuderia Materassi         | Talbot 700           | 30    | 3 h 17 min 46 s 0 (118,8 km/h) + 14 min 35 s 8 | 20     |
| 5    | 40 | Cleto Nenzioni                | Privé                      | Maserati Tipo 26 B   | 30    | + 25 min 6 s 4                                 | 18     |
| 6    | 8  | Fritz Caflisch                | Privé                      | Mercedes-Benz SS     | 30    | + 26 min 35 s 2                                | 4      |
| 7    | 32 | Giulio Foresti                | Mario Lepori               | Bugatti Type 35C     | 30    | + 30 min 50 s 2                                | 15     |
| 8    | 26 | Carlo Maria Pintacuda         | Scuderia Materassi         | Talbot 700           | 30    | + 30 min 58 s 8                                | 13     |
| 9    | 16 | Carlo Tonini                  | Privé                      | Bugatti Type 35C     | 30    | + 34 min 13 s 2                                | 8      |
| 10   | 54 | Piero Albini Alfredo Bornigia | Alfredo Bornigia           | Alfa Romeo 6C 1500   | 30    | + 39 min 44 s 8                                | 23     |
| 11   | 50 | Clemente Biondetti            | Privé                      | Salmson              | 30    | + 41 min 56 s 8                                | 21     |
| Abd. | 14 | Mario Lepori                  | Privé                      | Bugatti Type 35B     | 26    |                                                | 7      |
| Abd. | 20 | Ernesto Maserati              | Officine Alfieri Maserati  | Maserati Tipo 26 B   | 26    |                                                | 10     |
| Abd. | 18 | Tazio Nuvolari                | Scuderia Nuvolari          | Bugatti Type 35C     | 17    | Moteur                                         | 9      |
| Abd. | 12 | Georges Bouriano              | Privé                      | Bugatti Type 35B     | 16    | Mécanique                                      | 6      |
| Abd. | 34 | Luigi Fagioli                 | Officine Alfieri Maserati  | Maserati Tipo 26     | 15    | Mécanique                                      | 16     |
| Abd. | 52 | Anselmo Anselmi               | Privé                      | Alfa Romeo 6C 1500   | 13    |                                                | 22     |
| Abd. | 10 | August Momberger              | Privé                      | Mercedes-Benz SSK    | 9     | Suralimentation                                | 5      |
| Abd. | 38 | Federico Fisauli              | Privé                      | Maserati Tipo 26 B   | 8     | Mécanique                                      | 17     |
| Abd. | 44 | Filippo Sartorio              | Privé                      | Amilcar              | 8     | Accident                                       | 19     |
| Abd. | 2  | Hans Stuck                    | Privé                      | Austro-Daimler ADM-R | 6     | Bougies, moteur                                | 1      |
| Abd. | 6  | Manuel Blancas                | Privé                      | Bugatti Type 35B     | 5     | Mécanique                                      | 3      |
| Abd. | 28 | Baconin Borzacchini           | Officine Alfieri Maserati  | Maserati Tipo 26 R   | 5     | Accident                                       | 14     |

- Légende: Abd.=Abandon ; Np.=Non partant

## Pole position et record du tour
- Pole position :  Hans Stuck (Austro-Daimler) par tirage au sort.
- Meilleur tour en course
  - Groupe 1 (+ 2 000 cm3) :  Gastone Brilli-Peri (Alfa Romeo) en 5 min 51 s 2 (133,8 km/h) au onzième tour.
  - Groupe 2 (2 000 cm3) :  Achille Varzi (Alfa Romeo) en 5 min 56 s 6 (131,7 km/h).
  - Groupe 3 (1 500 cm3) :  Luigi Arcangeli (Talbot) en 6 min 13 s 4 (125,8 km/h) au sixième tour.

## Tours en tête
- Hans Stuck : 2 tours (1-2)
- Achille Varzi : 21 tours (3-21 / 29-30)
- Gastone Brilli-Peri : 7 tours (22-28)